# Malla Grönlund
Maria Lovisa Katarina "Malla" Grönlund, född Odén 19 maj 1851 i Ringarum, död 21 augusti 1922 i Norrköping, var en svensk kvinnosakskvinna. Tillsammans med K.G. Ossiannilsson skrev hon "Håll ut din tid", en sång som ofta användes inom rösträttsrörelsen. Hon skrev även rösträttspjäsen Mobiliseringen.

## Biografi
Malla Grönlunds föräldrar var köpmannen Anders Gustaf Odén och Augusta Charlotta Häger. År 1874 gifte hon sig med den vice häradshövdingen och senare kronofogden Carl Fredrik Grönlund (död 1898); de fick en son och två döttrar. Malla Grönlund bodde länge i Söderköping, där hon var den ledande kraften i lokalavdelningen för Landsföreningen för kvinnans politiska rösträtt (LKPR) och var sedan 1913 dess ordförande. Hon var även ledamot i LKPR:s centralstyrelse.
Grönlund komponerade musiken till "Håll ut din tid", som ofta framfördes inom rösträttsrörelsen. Texten till "Håll ut din tid" författades av Karl Gustav Ossiannilsson, som även bland annat skrev "Kvinnornas lösen" och "Sveriges flagga", båda komponerade av Hugo Alfvén. Hon skrev även rösträttspjäsen Mobiliseringen.